# Коломбо, Анджело
Анджело Коломбо (итал. Angelo Colombo; родился 24 февраля 1961 года в Медзаго, Италия) — итальянский футболист, полузащитник, известный по выступлениям за «Милан», с которым выиграл Лигу чемпионов. Участник Олимпийских игр 1988 года в Сеуле.

## Клубная карьера
Коломбо воспитанник футбольного клуба «Монца». В 1979 году он дебютировал за основную команду. В 1984 году он перешёл в «Авеллино». 16 сентября 1984 года в матче против «Ромы» Анджело дебютировал в Серии А. По окончании сезона Коломбо подписал контракт с «Удинезе». За «зебр» он отыграл два сезона. В 1987 году Коломбо перешёл в «Милан». С новым клубом Анджело выиграл Серию А и завоевал Кубок Италии, а также дважды стал победителем Кубка чемпионов. В 1989 году он также выиграл Суперкубок УЕФА и Межконтинентальный кубок. В 1990 году Коломбо покинул «россонери» и недолго выступал за «Бари». В 1994 году он переехал в австралийский «Маркони Сталлинос», где отыграв сезон завершил карьеру.

## Международная карьера
В 1988 году в составе олимпийском сборной Италии Коломбо выступал на Олимпиаде в Сеуле. На турнире он принял участие в матчах против Замбии, Ирака, Гватемалы и Швеции.

## Достижения
Командные
«Милан»
- Чемпионат Италии по футболу — 1987/1988
- Обладатель Суперкубка Италии — 1988
- Обладатель Суперкубка УЕФА — 1989
- Обладатель Кубка Чемпионов УЕФА — 1988/1989
- Обладатель Кубка Чемпионов УЕФА — 1989/1990
- Обладатель Межконтинентального кубка — 1989